# Надары-собиратели
Надары-собиратели (англ. Nadar climbers — «Надары альпинисты») так же известные как Паннаери Надары или Паннаери Шанары были подкастой современной общины Надаров. Они считались крупнейшей подкастой среди Надаров. Их традиционными занятиями было лазанье по деревьям, сбор сока кокосовых деревьев и изготовление пальмового вина — тодди. Из-за появления новых возможностей в экономике, большинство Надаров-собирателей бросили свои традиционные занятия, и ушли в сферу бизнеса.

## 19 век

### Надары-собиратели Южного Тирунелвели.

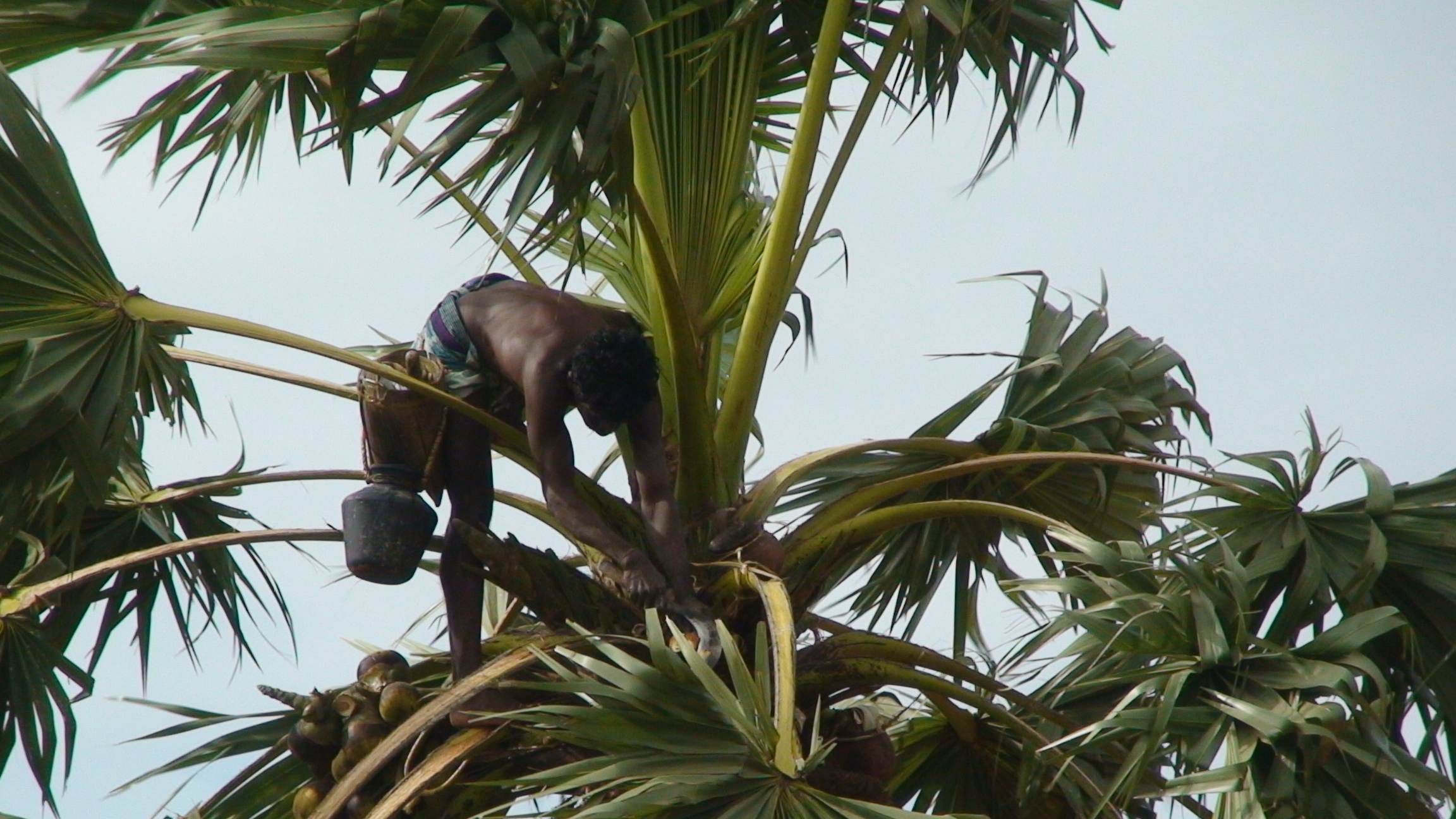
Собиратель плодов пальмировых пальм в округе Тирунелвели, штате Тамилнад, Индия.

К югу от реки Тамбрапарни Надары-собиратели составляли подавляющее большинство населения пальмировых лесов Тиручендура в течение всего XIX века. Большинство современных Надаров происходят с юга реки Тамирапарани. Надары-собиратели были обеспечены скудными средствами к существованию из пальмировых лесов Тери. Деревья и земли были собственностью Неламаиккаров, тоже подкасты Надаров. Каждый собиратель, как и его коллеги из северного Тирунелвели, был традиционно связан с деревьями. В отличие от коллег из Северного Тирунелвели, Надары-собиратели на юге округа не страдали от социального неравноправия, так как они были преобладающей кастой в регионе. Под владычеством навабов и первых Британцев деревья оценивались отдельно от земли, и только в южных округах пальмировые пальмы облагались налогами.

### Надары-собиратели северного Тирунелвели.
На этих территориях, где Надары-собиратели обычно были малочисленными семьями в одной деревне, они страдали от социального неравноправия. Надары-собиратели считались грязной половиной касты Надар в северных регионах, где они составляли меньшинство населения. Однако, они не считались оскверняющей кастой, и им разрешалось входить в области Аграхарам. Они были принуждены жить в отдельных регионах. Однако, эти регионы не были настолько удалены от деревень, насколько были удалены селения неприкасаемых. Надарам-собирателям было отказано в использовании общественных колодцев, а также было отказано в услугах парикмахеров и прачек, используемых кастами индуистов селения. Безземельные и экономически зависимые от владельцев деревьев (собственники были в большинстве своем Мараварами и Веллаларами северного региона), Надары-собиратели получили призвание в приготовлении тодди в течение шести месяцев сезона приготовления пальмового вина, с Марта по Сентябрь, и работали как сельскохозяйственные рабочие весь оставшийся год.

### Надары-собиратели Траванкора.
Предположительно Надары южного Траванкора мигрировали в Траванкор из Тирунелвели в XVI веке после вторжения Траванкорского раджи в Тирунелвели. Как и Надары-собиратели Тирунелвели, собиратели в Траванкоре в большинстве были собирателями плодов пальмировых пальм. Однако, значительная часть Надаров Траванкора были субарендаторами у землевладельцев Наиров или Веллаларов. Эти арендаторы-Надары называли себя Наданами и часть Наданов непосредственно имели контроль над землей. Эти Наданы наслаждались особыми привилегиями под покровительством раджи, и они утверждали, что они превосходили Надаров-собирателей. Собиратели Траванкора жили немного лучше, чем их коллеги из Тирунелвели, но, все-таки, они страдали от серьёзных социальных ограничений, в отличие от собирателей Тирунелвели, причиной являлась жесткая кастовая иерархия Траванкора. Как однажды заявил Свами Вивекананда, Керала была безумным убежищем каст. Женщинам Надаров-собирателей не разрешалось носить нижнее белье, чтобы прикрывать их грудь, это подчеркивало их низкий статус. Однако, аристократки из Надана, подкасты Надар, имели право прикрыть грудь. Из-за трудностей с социальным положением, большое количество Надаров-собирателей приняло Христианство и стали подниматься выше по социальной иерархии. Хотя Надары-собиратели улучшили свое социальное положение, приняв помощь христианских миссионеров, результат преобразования не совпадал с точкой зрения самих миссионеров. Женщины-христианки Надаров-собирателей вместе с женщинами-индуистами Надаров-собирателей носили верхние куртки на манер женщин из высших классов, чтобы улучшить свое социальное положение. Но они терпели дискриминацию и даже надругательства со стороны мужчин из высших классов. Одна семья Наданов из Агастисварама, вместо того, чтобы поддержать своих угнетенных соотечественников из одной с ней касты, поддержала представителей высших классов, которые оскорбляли женщин из касты Надаров-собирателей. Они утверждали, что только их женщины имели право носить нижнее белье на груди. После борьбы с властями Траванкора и с помощью Британских миссионеров, угнетения женщин-Надаров прекратились, и они получили право носить одежду на груди.

## Рискованный род деятельности
Работа собирателей пальмировых плодов опасная и напряженная. Обычно Надары-собиратели работают с утра до ночи. Собиратель должен подняться, как минимум, на 30-50 пальмировых пальм ежедневно, и залазить на каждое дерево приходиться не менее двух раз. Каждый год многие собиратели, несмотря на их опыт в лазанье по деревьям, падают с деревьев насмерть или становятся калеками на всю жизнь. Собиратель способен быстро подняться на пальмировую пальму, которая прямая, как мачта. Епископ Стефан Нейл, христианский миссионер, который проповедовал в южной Индии, верил, что напряженная работа Надаров-собирателей делает их сильными, выносливыми и настойчивыми.

## Уход от традиционного занятия

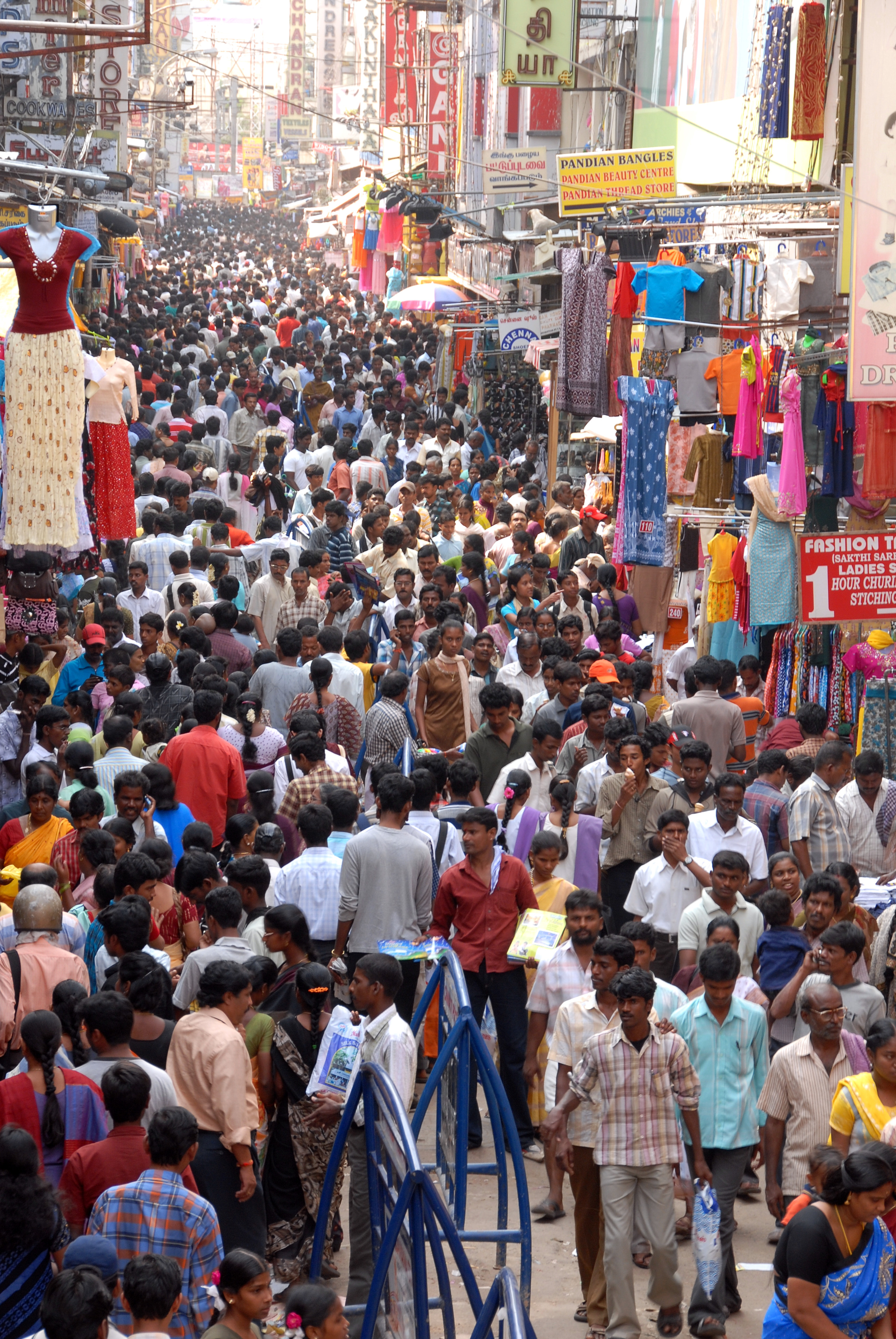
Большинство магазинов на Ранганатам-стрит, главной улице Ченнаи (административный центр Тамилнада), являются собственностью Надаров.

Надары-собиратели юга реки Тамрабарни начали приобретать маленькие участки земли в середине XIX века. Многие Надары-собиратели начали принимать христианство. Меркантилизм и образование помогли Надарам-собирателям стать процветающими. С ростом богатства, Надары-собиратели все больше стали присваивать звание Надан — название, которое сначала было предназначено для аристократов Неламаиккараров. В наши дни Надаров-собирателей, сохранивших свое традиционное занятие — приготовление тодди, в Тамилнаде очень мало. Новые экономические возможности позволили Надарам-собирателям бросить традиционное приготовление тодди для других занятий. Согласно Тутикоринскому окружному журналу, сегодня они больше заняты в сфере бизнеса.

## Слияние касты воедино
После создания Надар Махаджана Сангам в 1910 году, лидеры Надаров из северного Тирунелвели добились объединения общины Надаров с помощью поощрения смешанных браков между представителями разных подкаст Надар, этот процесс известен как слияние касты. Исторически сложилось так, что существуют пять подкаст Надар. Однако, согласно Тутикоринскому окружному журналу, Надары-собиратели остались рассматриваемыми, как отдельная подкаста в южном Тирунелвели.